# Andale
Andale – miasto w Stanach Zjednoczonych, w stanie Kansas, w hrabstwie Sedgwick.